# Pedro Giraudo
Pedro Giraudo (* 1977 in Córdoba) ist ein argentinischer Jazz- und Tangomusiker (Kontrabass, Arrangement, Komposition) und Bandleader.

## Leben und Wirken
Giraudo zog 1996 nach New York, wo er bald für Pablo Ziegler, Kenny Garrett und William Cepeda arrangierte. Als Bassist arbeitete er unter anderem mit Paquito D’Rivera, Branford Marsalis, Néstor Torres, Miguel Zenón und Regina Carter. Er war der musikalische Leiter von Mariela Franganillo Companys Tango Connection und Tango Recuerdo; auch trat er mit Tangoformationen wie Forever Tango, Hector Del Curtos Eternal Tango, Fernando Oteros X-Tango, Octavio Brunettis Urban Tango Trio und Daniel Binellis Tango Metropolis auf. Des Weiteren ist er erster Bassist des Hudson Symphony Orchestra und des Música de Cámara String Ensemble.
Im Jahr 2000 legte Giraudo sein Debütalbum vor; mittlerweile unterhält er mehrere eigene Bands, vornehmlich in einer Besetzung zwischen Sextett und Big Band. Die WDR Big Band Köln holte ihn 2016 für das Programm „Argentina – New York“, wo er mit den Solisten der Big Band und Bodek Janke eine „energetische und kunstvolle Mixtur unterschiedlicher Musikformen, Stilistiken und Epochen“ als musikalische Brücke baute.

## Preise und Auszeichnungen
Sein Album El Viaje (2009) erhielt mehrere Auszeichnungen des Latin Jazz Corner, ebenso das Album Córdoba (2011). Er war als Bassist an Rubén  Blades’ CD Tangos beteiligt, die 2014 zwei Grammies erhielt.